# إليون (فويوتيا)
إليون (Ελεών) هي قرية في فويوتيا في مقاطعة كينتريكي إلادا في اليونان.
يبلغ عدد سكانها حوالي 556 نسمة.